# Hrsina
Hrsina is een plaats in de gemeente Bosiljevo in de Kroatische provincie Karlovac. De plaats telt 51 inwoners (2001).